# سولارينو
سولارينو (بالإيطالية: Solarino)‏ هي بلدية ايطالية تقع على بعد 17 كيلو متر من شمال غرب العاصمة في منطقة نائية بمقاطعة سيراكوز بصقلية والتي يبلغ عدد سكانها 7.914 نسمة وتعد أصغر بلدية من حيث المساحة بالمقاطعة وثالث أكبر بلدية من حيث الكثافة السكانية بعد فلوريدا وسيراكوزا
ترجع أهمية البلدية في المقاطعة إلى انها مركز تجميع الكثير من المنتجات الزراعية، حيث يتجمع بها سنوياً جزء كبير من محصول الزيتون للعصر وكميات كبيرة من اللوز والتي تصل إلى 65.000 طن تقريباً أي ما يعادل 80% من إنتاجه في صقلية.

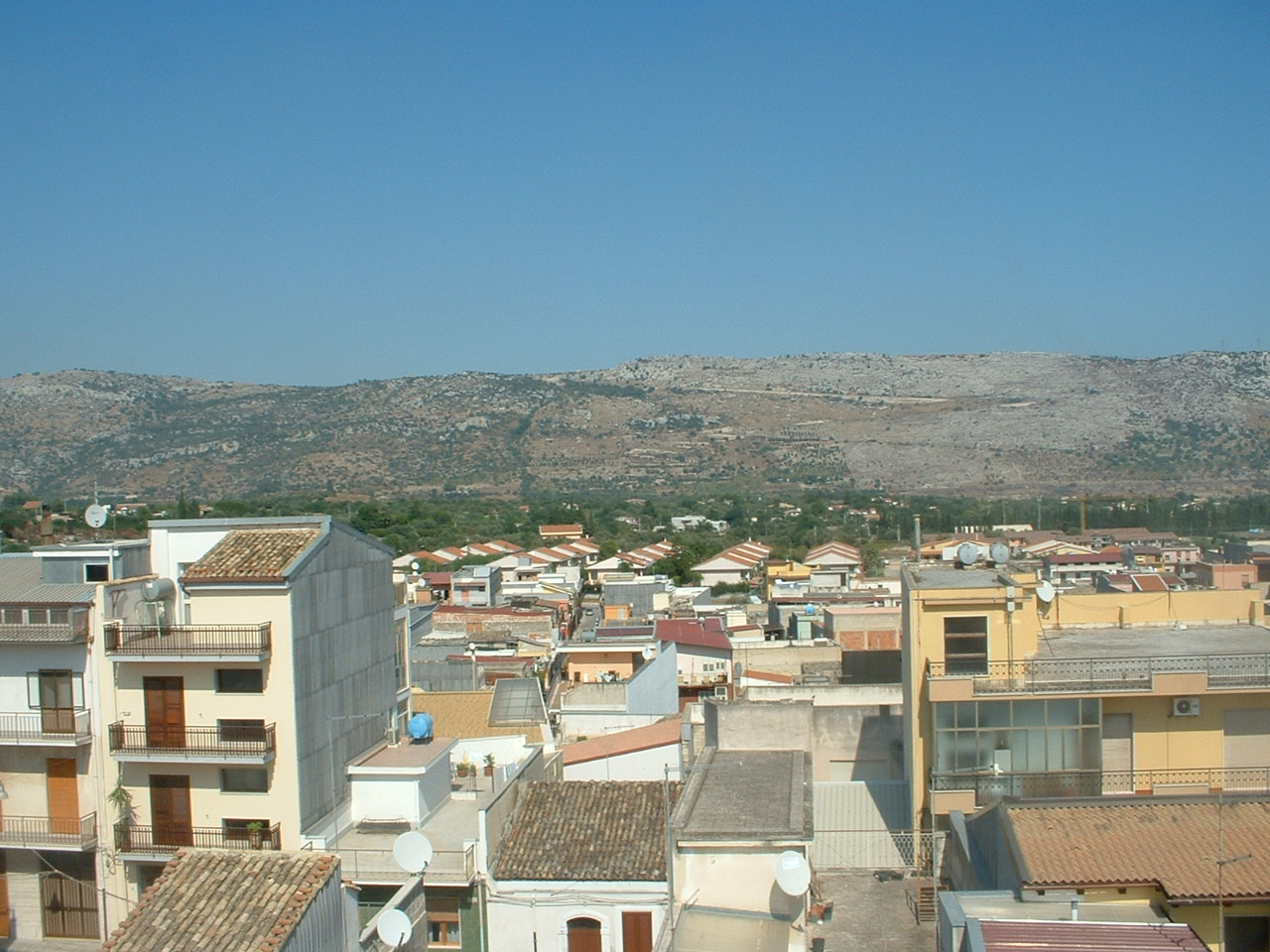
جبال كليماتى التي تغطى مساحة منطقة شمال سولارينو

## السكان
في سنة 1861 بلغ عدد السكان 2٬408 نسمة، وتطور العدد ليصل في سنة 2011 لـ 7٬853 نسمة.
يظهر هذا المخطط البياني تطور النمو السكاني لـ سولارينو

## الجغرافيا الطبيعية
تقع سولارينو فوق منحدر جبلى فيما بين 190 و 145 متر فوق مستوى سطح البحر. يقع مبنى البلدية على ارتفاع 165 متر فوق سطح البحر لذلك هذا هو الارتفاع الرسمى للبلدية.
يمتد قطاع البلدية في منطقة جبلية تسمى ([ نهرالأنابو) على امتداد الجانب الشرقى لجبال لابلاي التي تتدرج حتى تصل إلى سهل سيراكوزا التي يحده الحدود الطبيعية الآتية: من الجنوب الغربى كهوف تشيرينو وسبامبيناتو _كولاتريللو ومن الشمال الشرقى منحدر وادى أنابو ومن الجنوب الشرقى سهل فلوريديا، ولهذا السبب يختلف الارتفاع حيث يتراوح مابين 120 متر بحد أدنى في منطقة ماكيوتو إلي 390 متر بحد أقصى في بلدة تريجونا بارتفاع عامودى يصل إلى 270 متر.
يتميز مظهر بلدة سولارينو الزراعى بوجود نباتات البحر الأبيض المتوسط وأشجار الزيتون بمنطقة التل بالإضافة إلى أشجار الحمضيات الذي توجد بالسهل الأدنى. وأيضا انتشار أشجار اللوز والخروب وتين الهند التي تزرع على حدود أشجار الحمضيات.

## المناخ
يتميز مناخها بالنوع المتوسطى المعتدل حيث أنه معتدل شتاءّ وإلي حد ما حار صيفاّ ولا تختلف كثيراّ، كما يوجد بدراسة (بكشف) المناخ التطبيقى / كشف درجات الحرارة، عن العاصمة بالمقاطعة. تصل درجات الحرارة إلي أقصاها في شهرى يوليو وأغسطس (37 درجة مئوية في المتوسط ولكن مع وجود قمم أعلى من 40 درجة مئوية) بينما تصل إلي أدناها في شهري ديسمبر وفبراير (التي نادراّ ما تصل إلي صفر درجة مئوية), في حين أن المتوسط السنوى حوالى 18 درجة مئوية. وتنهمر الأمطار بغزارة في شهري أكتوبر ونوفمبر بينما الأشهر الأكثر جفافاّ هما يوليو وأغسطس، وهناك ظواهر غامضة من الضباب والبرد كذلك مثل الأيام التي يصحبها الرياح القوية التي يأتى معظمها في الشتاء من الغرب (يهب معظمها في الشتاء من الغرب) بينما في الصيف والخريف تهب معظمها (أغلبها / في أغلب الأحيان) من الشمال الشرقى ولكن يندر سقوط الثلج. (لكن نادراّ ما تتساقط الثلوج)
وفيما يتعلق بتصنيف المناخ الذي قدمه (عرضه) مرسوم رئاسى. ن. 412 في يوم 26 أغسطس عام 1993 . تعد المدينة جزء من ما يسمى المنطقة (سي)

## الأرض
وتعتبر هذه الأرض منطقة زلزالية متوسطة_عالية (المنطقة 2) طبقاً للتصنيف
pcm رقم 3274من 20/03/2003 والتي وضعت هذا التصنيف الزلزالى للبلديات الإيطالية.
ويتميز العامل الصخرى الغالب في هذه الأرض برواسب من الحجر الجيرى البيضاء _ المتراكمة جيداً _ والتي تظهر على السطح (متحولة إلى حد ما) ومحفورة عن طريق الوديان التي تتدفق من الوديان الصغيرة الجافة في معظم أشهر السنة. وتذكر هذه الرواسب في الأدب الجيولوجى (بدراسة جبال كليميتى) تشير إلي اوليغوسينى _الميوسين. ويتكون الجزء المتبقى من الصخور الرسوبية الفتاتية مثل (انتهاكات) التي يعود تاريخها إلي العصر الرباعى والعصر الحديث وتتكون أيضاً من الحجر الجيرى الرملى ومن الحجر الرملى ومن التكتلات الطينية التي توجد على بعد بضعة أمتار.
ومن وجهة النظر البيولوجية أن أراضى مقاطعة سولارينو شكلت من قبل تحلل البروز الصخرية ولون ضارب إلي الحمرة ناجم عن وجود هيدروكسيد الحديد

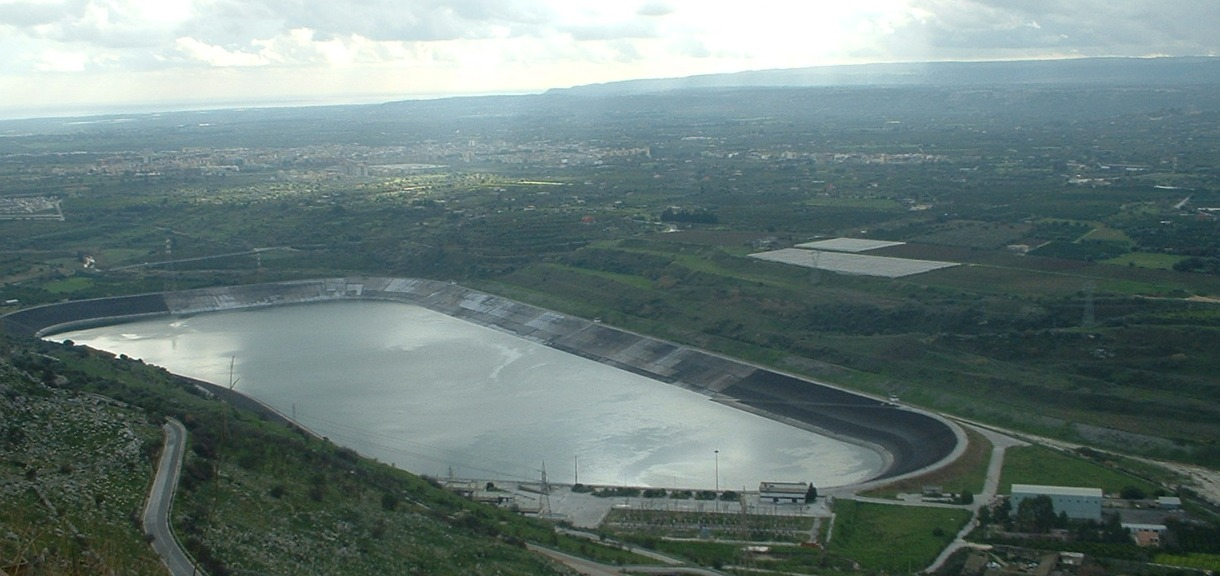
محطة توليد الطاقة الكهرومائية

## التاريخ
يكمن تاريخ (أصول) سولارينو في شئ من الغموض الذي غالباً يكون كحد فاصل بين الواقع والأسطورة، وبسبب حريق عام 1944 الذي دمر أرشيف البلدة فأصبح من الصعب إعادة إعمار التاريخ (إعمار التاريخ من جديد), على الرغم من وجود الشواهد الأثرية لوجود الإنسان اليوم في أراضى هذه البلدة، منذ عصور ما قبل التاريخ. فقد تم بناء أول مستوطنة في القرن الثامن عشر على يد أمير بانتيلليريا (جوزيبا أنطونيو ريكويسينز).
و بالإضافة إلي يوم 25 أبريل 1760 الذي بموجبه كان التنازل للأقطاعيين وبالتالى تم بناء أول مستوطنة، كان هناك التواريخ الأساسية في تاريخ سولارينو وهي: 20 ديسمبر 1827 وهو اليوم الذي قام فيه الملك فرانشيسكو الأول بمنح سان بيترو الحكم الإدارى الذاتى للبلدة الصغيرة، وفي 13 يوليو 1943 عندما انتهت بعد ثلاثة أيام واحدة من أكثر المصادامات عنفاً للحرب العالمية الثانية في مقاطعة سيراكوزا والتي سميت معركة سولارينو.

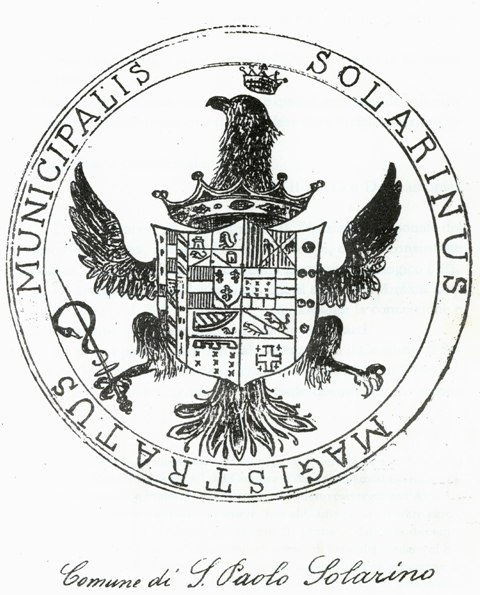
كان الشعار الأول لهذه البلدية سلاح والذي استمر من 1827 إلى 1920وهو يدل على الاسم القديم للمدينة وهي سولارينو مدينة سان باولو

## اسم المكان
يعد معنى سولارينو غير واضح بعض الشئ، فأنه وفقاً لبحث ما قد يكون هذا الاسم مستمداً من كلمة بمدينة صقلية وهي salurinu والتي تعنى (وحيد), ربما ذلك لأنه يشير إلى الكنيسة التي كانت منعزلة في الأصل عن المستوطنة الأولى؛ ولكنه وفقاً لبعض الكتاب  أن هذا الاسم يعد ذات أصول لاتينية مستمداً من كلمة solaris أو solariumche والتي تعنى (مشمس) فيشير هذا المعنى إلى الموقع الجغرافى لهذه الأرض، فإنه لدعم وتأكيد هذه النظرية فقد وضع هؤلاء الكتب وفقاً لإسم واحد من أحياء سولارينو soliardo , ومن الاتينى solis أي مشمس، ardeo أي محترقة ومتوهجة ولامعة، أي توهج ولمعان الشمس وبالتالى فإنه مكان مشمس.
ولكن اسم سولارينو لم يكن ذلك دائما اسم البلدية المعنية. خلال مملكة الصقليتين، كان الاسم الرسمي للبلاد «مدينة سان باولو سولارينو», واستمر ذلك أيضاً حتى في ظل المملكة الإيطالية أي على الأقل حتى 9 سبتمبر 1920 , عندما برزت، لأول مرة في الوثائق الرسمية التي كانت تعد من أجل انتخابات البلدية لشهر أغسطس التالى، عبارة «سيتي هول سولارينو». فقط في عام 1922 , بعد ما يقرب من قرن من الحكم الذاتي للمدينة وضع ختم البلدية عليها مع نقش بلدية سولارينو وهذا هو الاسم الحالى لهذه البلدية ولكن الإشارة إلى القديس سان باولو، أبُّوستلو دللى جنتى، ليس من قبيل الصدفة  ففى الواقع أثناء زيارته في الستين بعد الميلاد لمقاطعة كليكيا والتي اقتادته إلى روما حيث أنه وصل لسيراكوز في الستين بعد الميلاد، ووفقاً للتقاليد المحلية وعلى الرغم من الحجز العسكرى التي تعرض له إلا أن القديس قام بزيارة مدينة أوبديوم التي توجد في منطقة كوتسو كوللورا  بالقرب من مقاطعة سولارينو الحالية، وكما يقال أن تدفق المياه في هذه المنطقة يحدث بصعوبة شديدة كما أنه تم العثور على اكتشفات أثرية في العصر الرومانى من القرن الثانى إلى القرن الرابع ومن بينهم أنقاض كنيسة مسيحية وبئر ولهذا السبب يطلق سكان هذا المكان على هذا البئر Puzzu 'i San Paulu أي (بئر سان باولو).

## الشعارات
يرجع الشعار الوطنى الحالى إلى العشرينات والذي أقره الملك ايمانويل الثالث وذلك وفقاً المرسوم الملكى الصادرفي 19 سبتمبر 1921 , وهو عبارة عن درع يحيط به فرعين: الغار والبلوط ويعلوه تاج البلدية ووصف الشعار كالآتى (كان لونه أزرق، به ثلاث سنابل قمح مع شروق الشمس في الجانب الأيمن الدرع حيث كان كل هذا الدرع من الذهب).
ويحمل العلم لونى الأصفر والأزرق وفي المنتصف شعار المقاطعة والأسلحة المنقوشة بالذهب ويوجد أيضاً عليه اسم البلدية. وقد أقر ذلك فقط في الثمانينات بقرار من رئيس الجمهورية، وذلك وفقاً لقرار المجلس رقم 19 لسنة 14 مايو 1983.

## المعالم الأثرية والأماكن المهمة
ترتبط بلا شك المناطق المهمة في سولارينو بالتقاليد وبعبادة القديس وتسمى هذه المناطق (أماكن بولين), أي بئر القديس سان باولو ومغارة القديس سان باولو وبقايا كنيسة القديس سان باولو ووجدت كل هذه الأماكن في منظقة كوتسو كولورا، فضلاً عن الكنيسة الرئيسية للبلد بعنوان رسول طرسوس.
وفى وسط المدينة، بالإضافة إلى القصور الفخمة وإلى الكنيسة الرئيسية. ومن الجدير بالذكر أنه يوجد هناك أيضاً النصب التذكارى للحرب، كما أنه يوجد مستشفى فاسكيز حيث أنه قد تم بناؤهم في العشرينات وفي الأونة الأخيرة للنصب التذكارى للسلام.
وعلى العكس فإنه بالقرب من القرية يجدر بنا ذكر إلى جانب حفريات منطقة كوتسو كولورا المذكورة أعلاه: فهى منطقة أثرية توجد بالقرب من منطقة كونترادا سان ديميتريو، ويوجد أيضاً مقبرة ريفاتاتزو الحجرية كما تعد محطة لتوليد الطاقة الكهرومائية من نهر الأنابو.

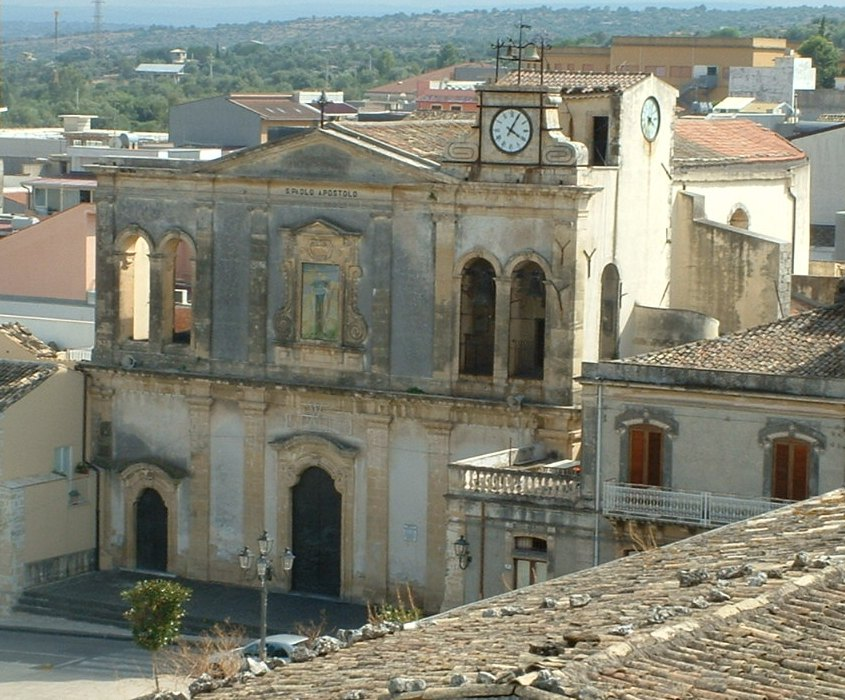
الكنيسة الرئيسية للقديس سان باولو

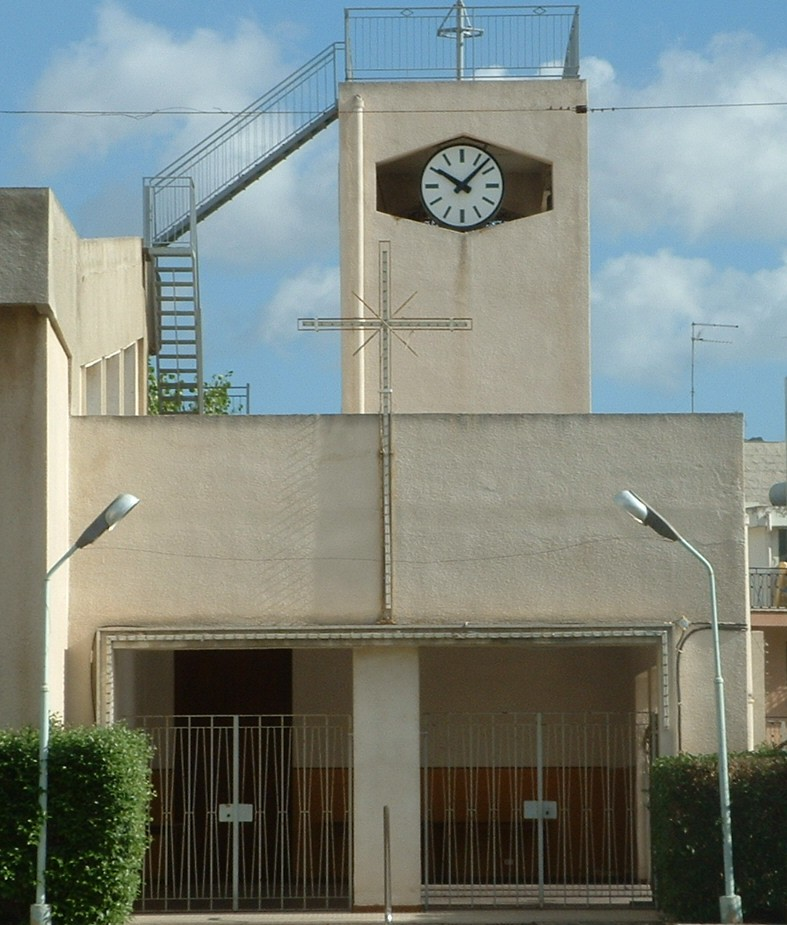
كنيسة سيدة الدموع

وسيتم وصف  أهم الأماكن كالآتي:

## العمارة الدينية
يوجد كنيسة القديس سان باولو الرئيسية التي تقع في الجانب الجنوبى الغربى من الميدان الرئيسى وتعود إلى النصف الثانى من القرن الثامن عشر ولكن لم يتم اكتمالها إلا بعد أكثر من مائة عام في 1887.
بنيت كنيسة سيدة الدموع عام 1966 وقد تم تقديسها بعد عشر سنوات، وتوجد هذه الكنيسة في طريق ماتيوتى رقم 97 في الشمال الشرقى من البلاد.

## العمارة المدنية
قصر ركويزنس (القرن الثامن عشر) حيث أنه يعد أول مبنى في البلدة ويوجد بميدان بلابيشيتو تقريباً أمام مبنى البلدية، ويعد هذا القصر المثال الوحيد لفن الكاتالونية ذلك الفن الذي لايزال موجوداً بالفعل في صقلية. وفي عام 1993 , وبموجب قرار مكتب التراث الثقافى والببيئى لمدينة صقلية رقم 5732 يوم 27 مارس، تم منح هذا المبنى الحماية بموجب قانون رقم 1089 لسنة 1939 , أي الارتقاء لنصب تذكارى وطنى ذات قيمة تاريخية وفنية.
تقع مستشفى فاسكيز ذات الطراز الإستعمارى والذي بنيت في العشرينات في طريق بيافى على الضواحى الجنوبية للقرية. فكانت نية المتبرع بهذا المبنى هو بناء مبنى صحى ولكن بسبب التقلبات الساسية والبيروقراطية لم تستعمل قط لهذا الغرض.

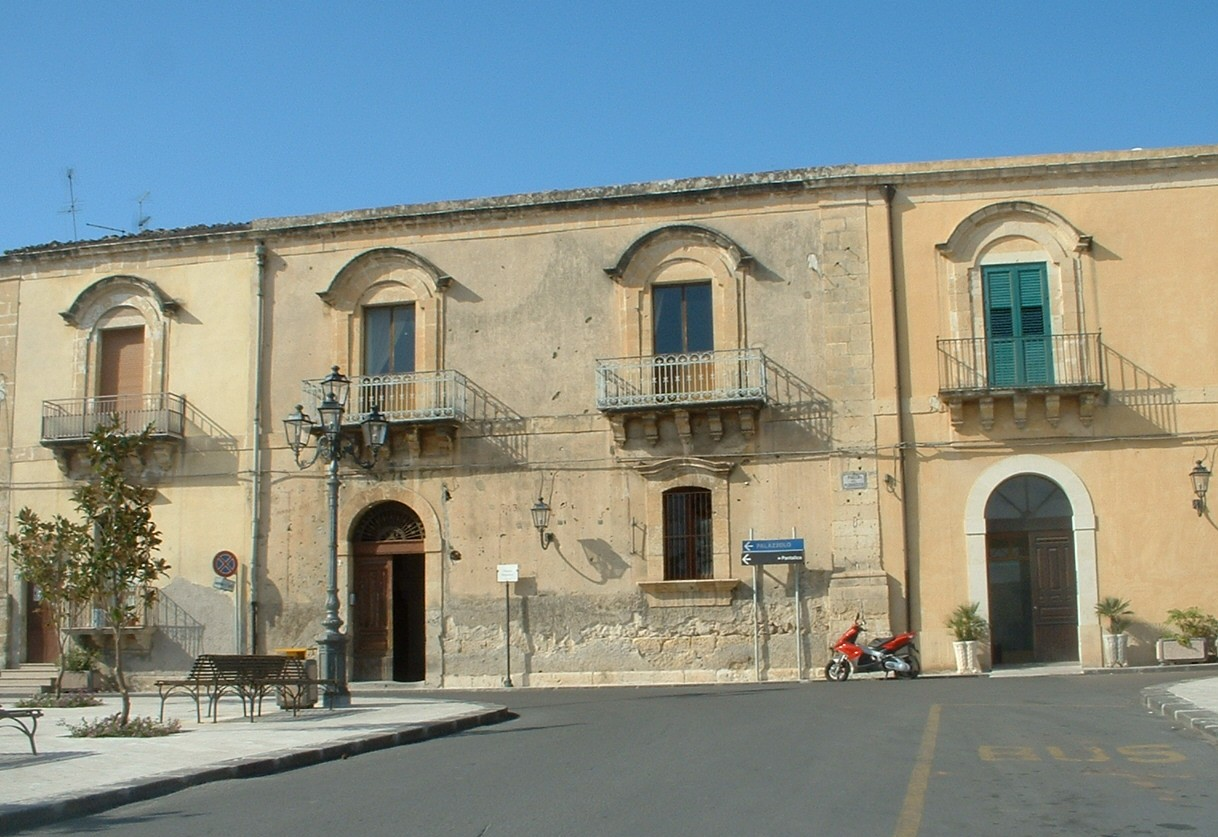
قصر ريكويزنز

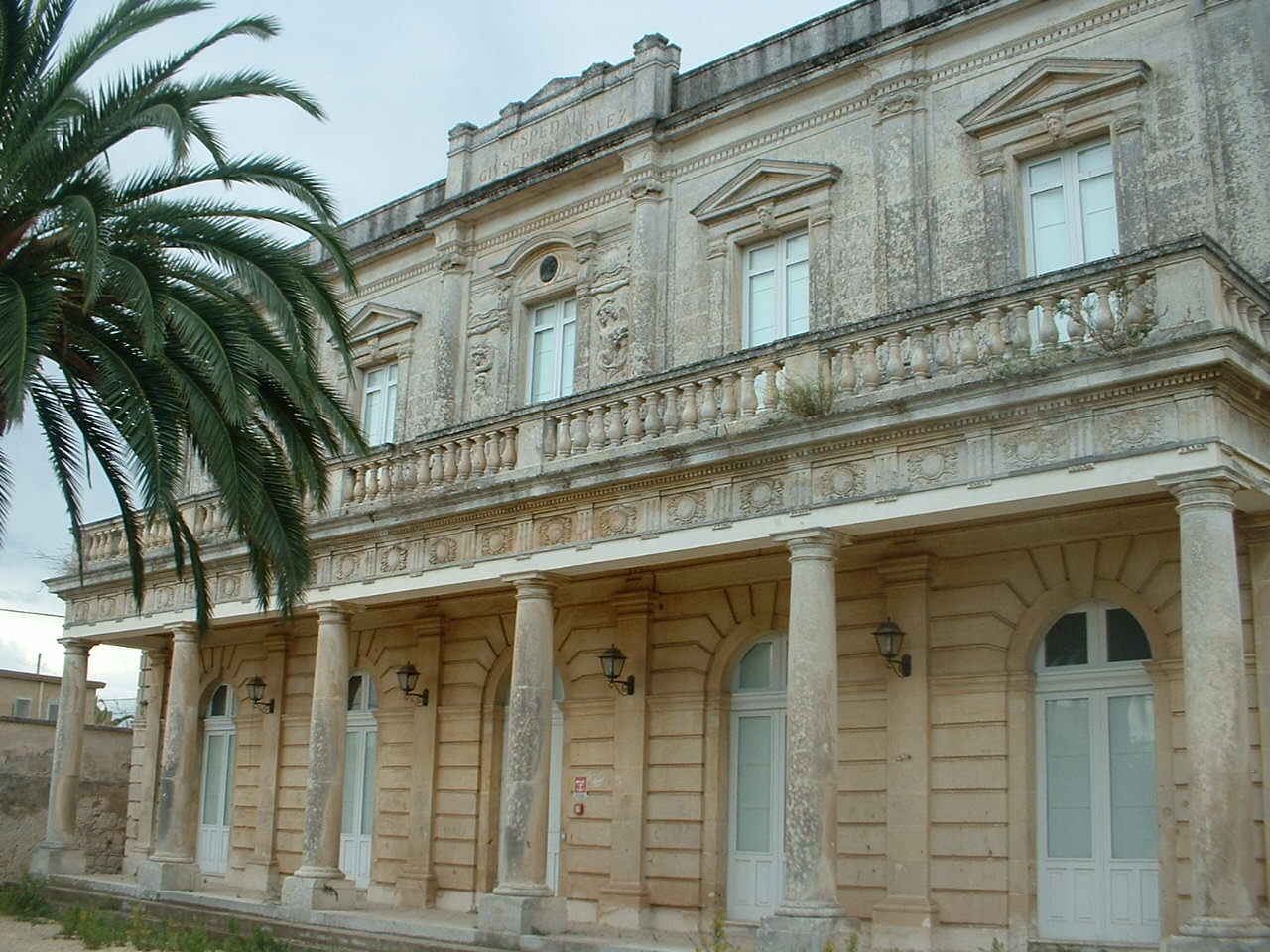
مستشفى فاسكيز

## أشياء أخرى
رغب رئيس البلدية سالفاتورى تشيانشى في بناء نصب تذكارى للذين سقطوا في الحرب حيث يقع هذا النصب التذكارى على الجانب الشمالى الشرقى من ميدان بلابيشيتو، وفي أبريل 2007 قد تم ترميمه على نحو ما يتعلق بتركيب الأضواء للإضاءة وأعمدة من الحديد التي تحيط به، ويعد هذا الترميم جزء من عملية تجديد المناطق الحضارية التي زادت الميدان جمالاً.
بنى النصب التذكارى للسلام عام 1990 وفقاً لتصميم الفنان فرانشيسكو كالداريلا، ويمثل هذا النصب اله عطارد مجنح على طراز خاص ويوجد في المدخل الجنوبى الشرقى للبلاد في شارع غاندى المتسع.

## المواقع الأثرية
منجم ريفتاتسو، وهو مقبرة ترجع إلى عصور ما قبل التاريخ حيث تقع على بعد حوالى 4 كم من شمال المدينة على طول طريق المحافظة التي يؤدى إلى سورتينو. وعلى الرغم من صغر حجمه ولكن ترجع أهميته بأنه الموقع الوحيد الذي يشهد كل مراحل حضارة صقلية.

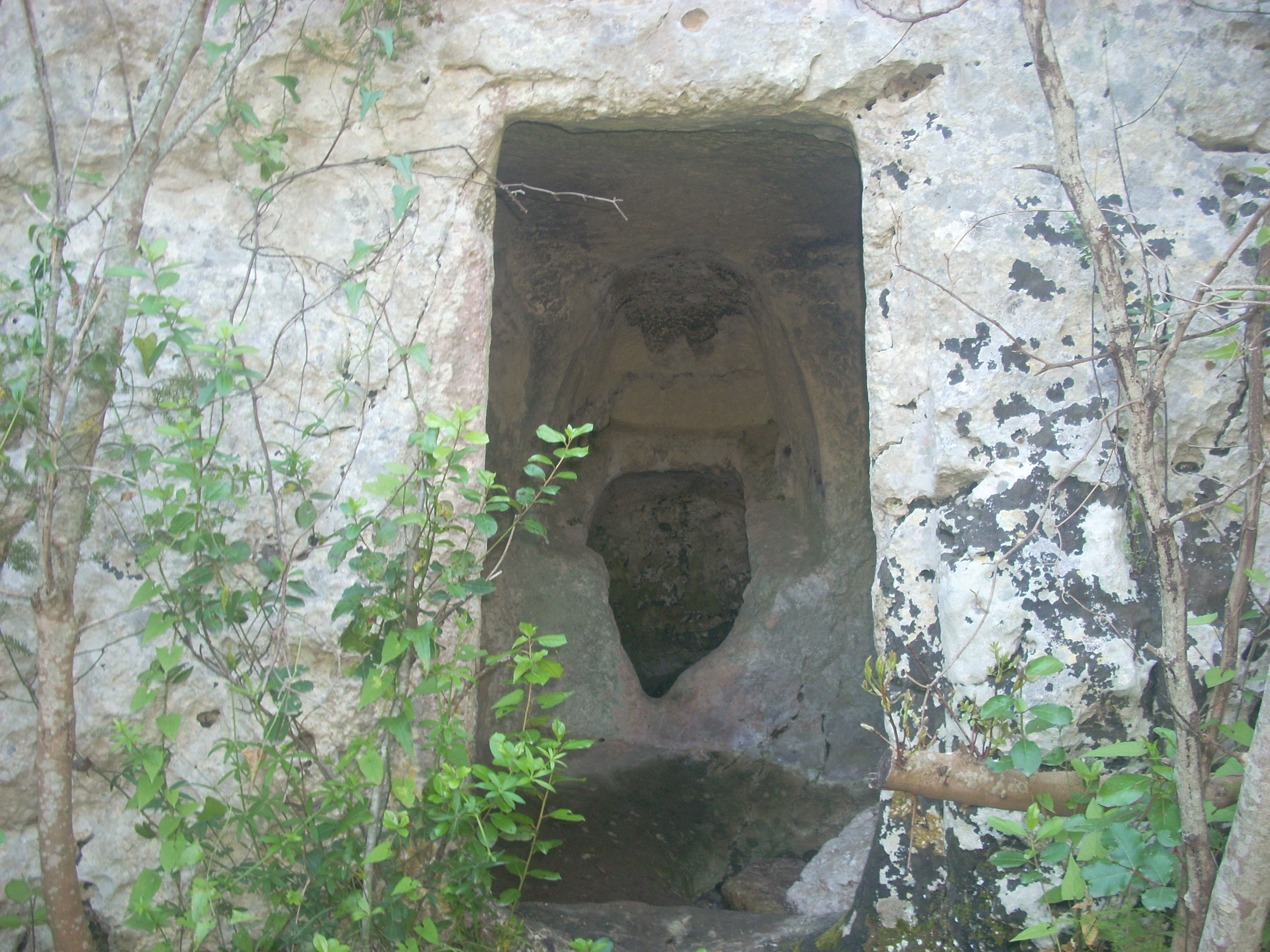
احدى المقابر الأثرية بمنجم ريفاتسو

حى سان ديميتريو وهو المكان الذي لايبعد كثيراً عن منطقة كوتسو كولورا والتي عُثر بها على بقايا مستوطنين ترجع إلى أواخر العصر الرومانى _ البيزينطى.
تقع المنطقة الريفية كوتسو كولرا على بعد حوالى 2 كم شرق المدينة، ومن الجدير بالملاحظة انها تحمل نفس اسم الحفريات الأثرية، والتي يرجع تاريخها إلى فترتين تاريخيتين متباينتين وهما القرن الرابع والثالث قبل الميلاد والقرن الثانى والرابع بعد الميلاد، حيث تشير هذه الحفريات وجود المستوطنة الأولى في مدينة سولارينو.

## المناطق الطبيعية
تقع مغارة فنتاليو الطبيعية تحت شارع دانتى والتي اكتشفت صدفةً في أواخر الثمانينات أثناء عمليات الحفر، ونظراً لموقعها هذا قد تم اغلاقها حالياً وأصبحت توجد تحت شارع بعمق 50 متر على الأكثر من سطح الطريق.
توجد حديقة روبنسون طوبى مريم المصلوب كروسو في شارع باليرمو أمام فيلا كوميونال وفي عام 2002 قد تم بناء ألعاب كثيرة بها للأطفال مثل (أراجيح ومزلقة) ومنبر خشبى. وفي الأصل كانت تدعى حديقة المتاهة، وفي عام 2006 قد كرست لمباركة مريم المصلوب كروسو.
صممت الحديقة الحضرية «ماريا غراتسيا كوتولى» عام 2000  ، وتقع في الجزء الشمالي الشرقي من البلاد، في نهاية طريق روجيرو سيتيمو حيث أنها تغطي مساحة قدرها 6060 متر مربع، ويحدها الجدران الحجرية وسياج خشبي، كما أنها وتشمل أيضاً مسارات المشي، الدراجة، وموقف السيارات والعاب الأطفال. في 20 ديسمبر 2001 كانت قد ذكرت في مذكرة الصحفي كاتانيا الذي قتل بالشهر السابق في هجوم في أفغانستان.
أنشئت فيلا كوميونال في عام 1973 , ولكنها ظلت مغلقة أمام الجمهور منذ عام 1985حتى عام 1997 وذلك بسبب أعمال إعادة الإعمار التي طال أمدها وعدم وجود موظفين لرعاية المبنى، امتدت إلى أكثر من 1300 متر مربع، وتقع في طريق باليرمو، بالقرب من مستشفى فاسكيز وموزعة على مختلف المستويات، وذلك بسبب شكل من التضاريس الجبلية حيث يتم وضع مستويات متواصلة مع بعضهم البعض من خلال سلسلة من السلالم والممرات.و في الداخل سوف يوجد غابة الصنوبر وبستان من أشجار الأرز وخشب الزان والسنط وحديقة صخرية.

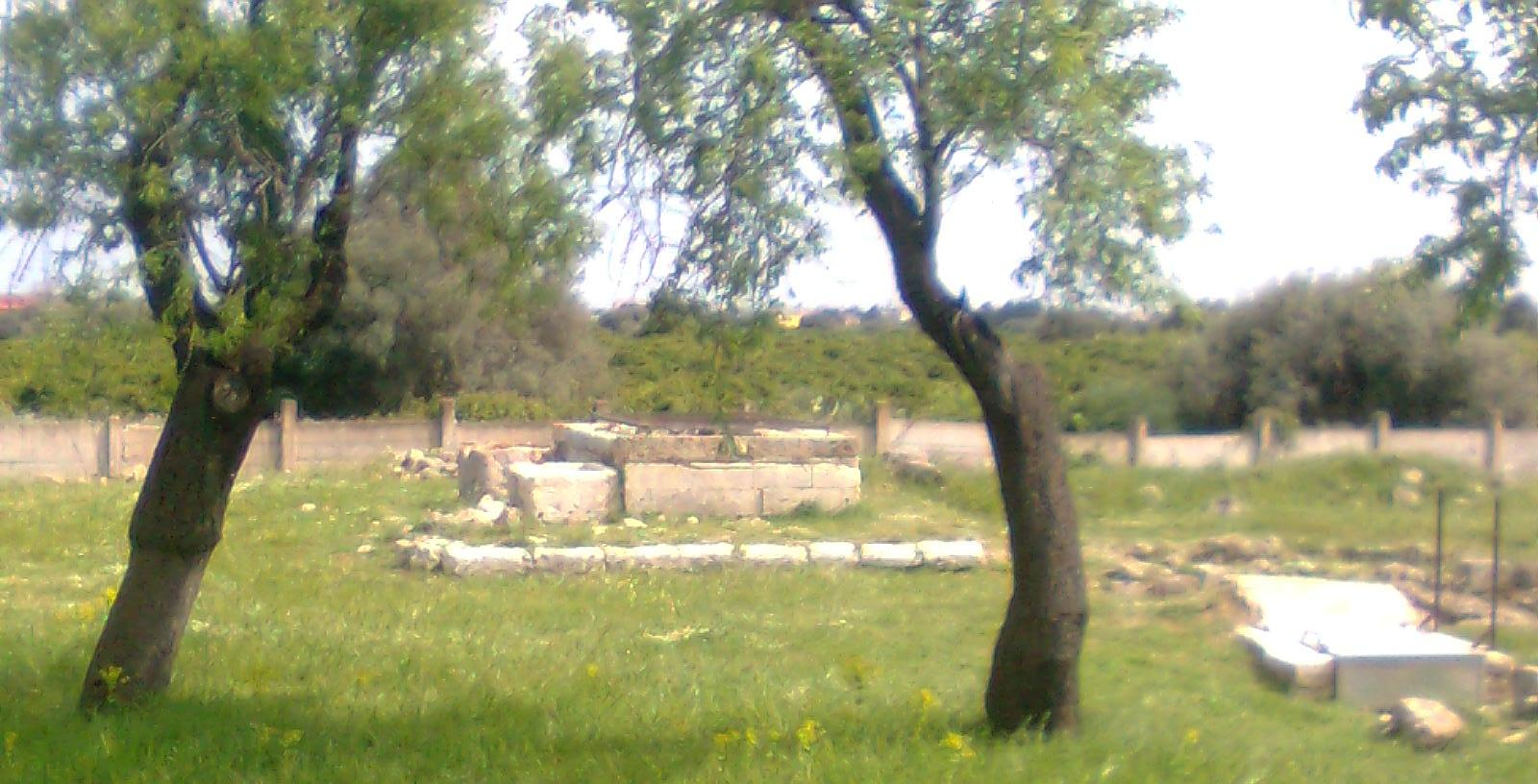
كوتسو كولرا, بئر سان باولو

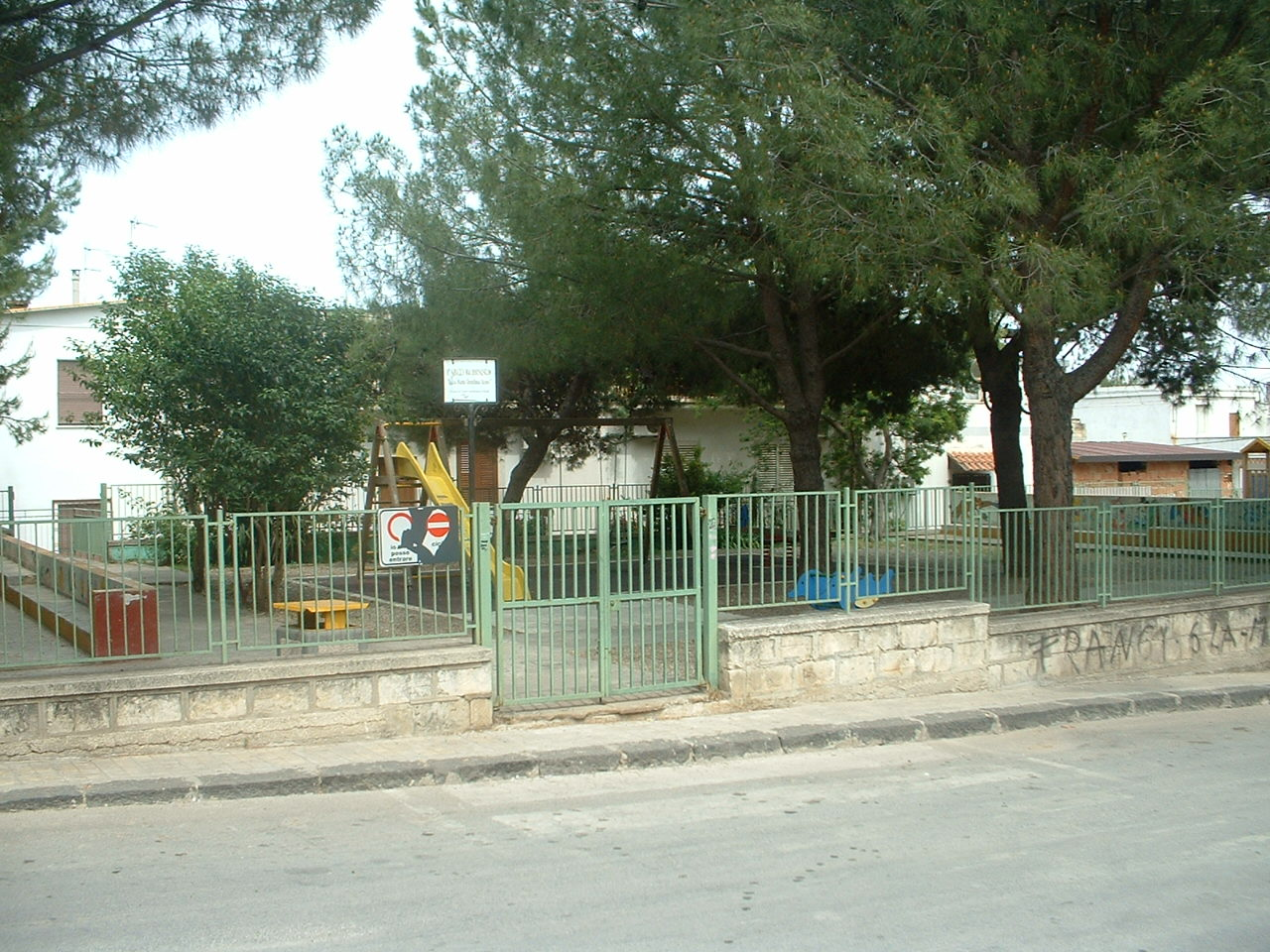
حديقة "روبنسون طوبى مريم المصلوب كروسو.

## المجتمع

### التطور السكانى
في أوائل القرن العشرين، سولارينو، تأثرت نسبة كبيرة من الهجرة، وخاصة إلى الولايات المتحدة واستراليا، حيث ظهرت كثير من المجتمعات السولارينية (في بريطانيا الجديدة، كونيكتيكت، في باترسون  في ولاية نيو جيرسي في ضاحية ملبورن، مورلاند، أستراليا) ولكن أيضا لأمريكا اللاتينية ووسط أوروبا (سويسرا وألمانيا) ومناطق شمال إيطاليا. وفي 1917 وصل عدد اللاجئين إلى 4000 بسيراكوز وذلك بسبب الحرب العالمية الأولى. وقد استقر معظمهم حتى الستينات في هذه البلدة.
بعد الازدهار الاقتصادي ونشأة مجمع للبتروكيماويات في منطقة سيراكيوز على امتداد الساحل بين تراجا وأوغستا، تم التخلي عن معظم الأراضى وسولارينو، وذلك بفضل موقعها الجغرافي - على مسافة واحدة من التجمعات الصناعية من العاصمة الإقليمية. وتعرف ظاهرة الهجرة كنتيجة للنمو السكانى، مما دفعها إلى أن تصبح ثالث أكبر مركز حضري في محافظة (بعد سيراكوزا وفلوريديا) بكثافة سكانية تبلغ (566 كيلومتر مربع).
التعداد العام للسكان 

## المجموعات العرقية والأقليات الأجنبية
في 31 ديسمبر 2007, يبلغ عدد المقيمين من الرعايا الأجانب في سولارينو 169، وهو ما يمثل 2.26٪ من السكان  وتعد المجتمعات الوطنية الأكثر عدداً هي: رومانيا: ويبلغ عددهم 60 مواطناً ويبلغ في بولندا: 47 مواطناً.

## الثقافة
تعد الأحداث الثقافية الأكثرشيوعاً في الوقت الحاضر هي تقدم البلدية والتقاليد الشعبية والدينية والمنتجات الغذائية والنبيذ.
وعلى الرغم من عدم وجود المساحات الخاصة مثل المسارح ودور السينما، إلا أنه هناك عدد وفير من المسرحيات التي تم عرضها في شوارع المدينة - خاصة في فصل الصيف - وذلك بفضل مبادرة من بعض الجمعيات وشركات المسرح المحلي .
ويعد أيضاً مجال الموسيقى فعال للغاية، وذلك مع وجود عدة فرق، من بينها كبيتا، حيث أنه رغم ذلك تواجه العديد من الصعوبات وذلك في تقديم أنفسهم بسبب نقص الأماكن الكافية وذلك إلى جانب نقص التمويلات الكافية .

## المطبخ
يعد الحواوشى والفطير هما الطبقان التقليديان في سولارينو . ويعتبر الحواوشى نوع من البيتزا محشوة بمحتويات مختلفة مثل: اللحوم الباردة والجبن واللحوم أو الخضروات، بينما الفطير هو نوع معين من المعجنات التي تكونفى الأصل محشوة الخضروات والبطاطس وإذا كانت من الحلويات تصنع من الجبن الريكوتا والعسل أو السكر والقرفة، وفي هذه الحالة يسمى نفي (الريكوتا).

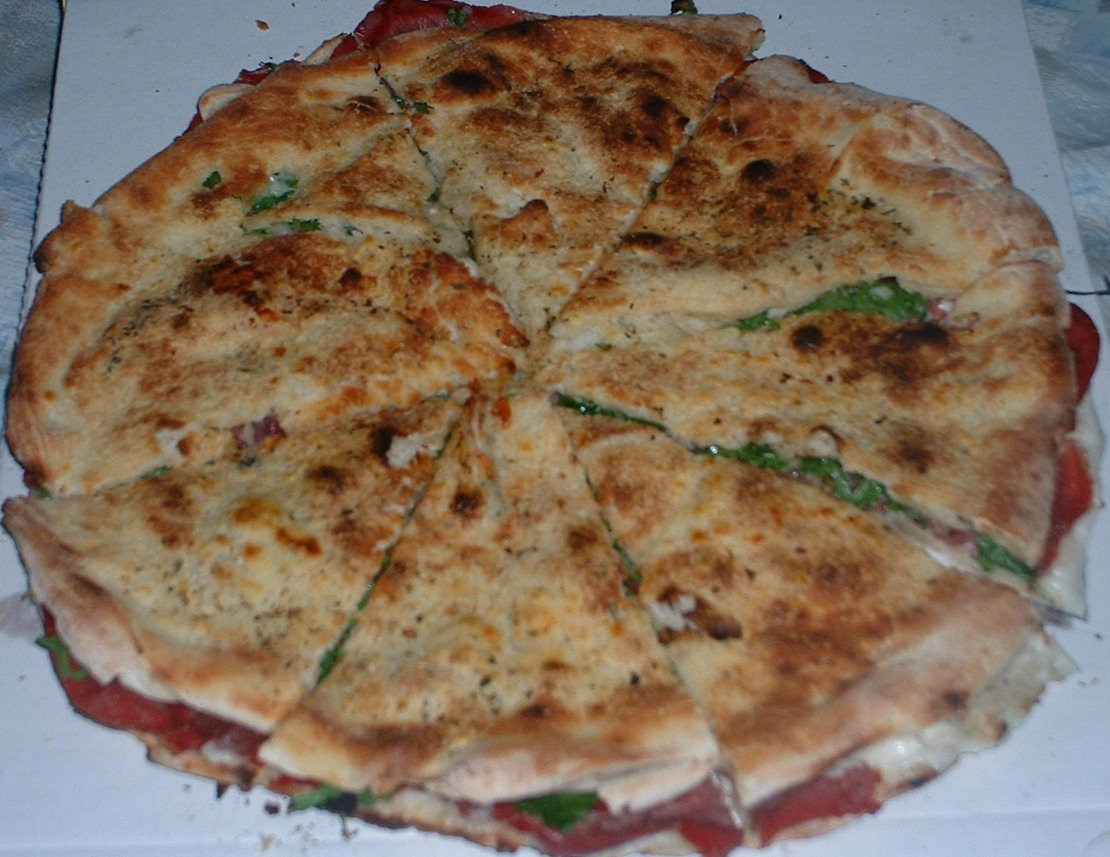
الحواوشى

## الأحداث
تعد أهم الأحداث في سولارينو هي الاحتفالات الدينية . ومن أقدم الأحداث المعروفة محلياً هي وذلك الحدث في الأحد الأول من أغسطس تكريماً للقديس سان باولو التي تبدأ احتفالاته قبل يوم الأحد بأسبوع  وذلك بجانب الاحتفالات الأخرى الجانبية المختلفة  والتي ورد ذكرها في علم الأجناس لجوزيبي بيتري في عمل مكتبة التقاليد الشعبية الصقلية.
وبعد ذلك احتفالات الأحداث المرتبطة بالتقليدالشعبي والفلاحين، مثل كرنفال وعيد الشكر للمزارعين لمحصول تم الحصول عليه خلال العام والذي يقام بالأسبوع الأول من شهر نوفمبر  والمهرجان الذي يقام في فصل الصيف، ابتداءً من عام 2010 .

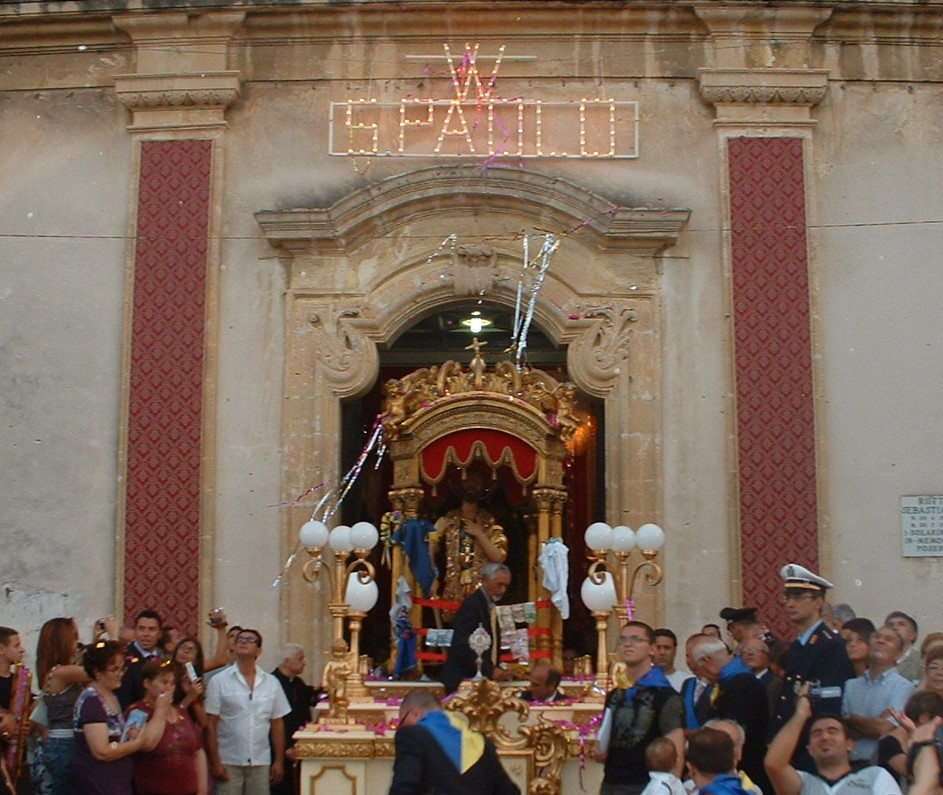
(إخراج) القديس سان باولو من الكنيسة الأم للموكب أثناء يوم شفيع الموافق 3 أغسطس 2008.

### أشخاص ذات صلة بسولارينو
. جوزيبي أنطونيو ريكوينز، مؤسس القرية .
. ألفريدو متسو (1908 - 1978) وهو الرسام الكاريكاتير والصحفي والناقد الأدبي والفنى الذي ولد في سولارينو .
. باولو كالفيورى (1928 - 2006) وهو رسام ونحات وكاتب، ولد في سولارينو
. جوزيبى جانى (1947) وهو رجل سياسي ولد في سولارينو.
. صوفيا أموديو (1964) وهو رجل سياسى نشأ وعاش في سولارينو.
. جوزيبي بالومبو (1975) الدراج الذي عاش وبدأ مسيرته الكروية في سولارينو.

## معرض صور

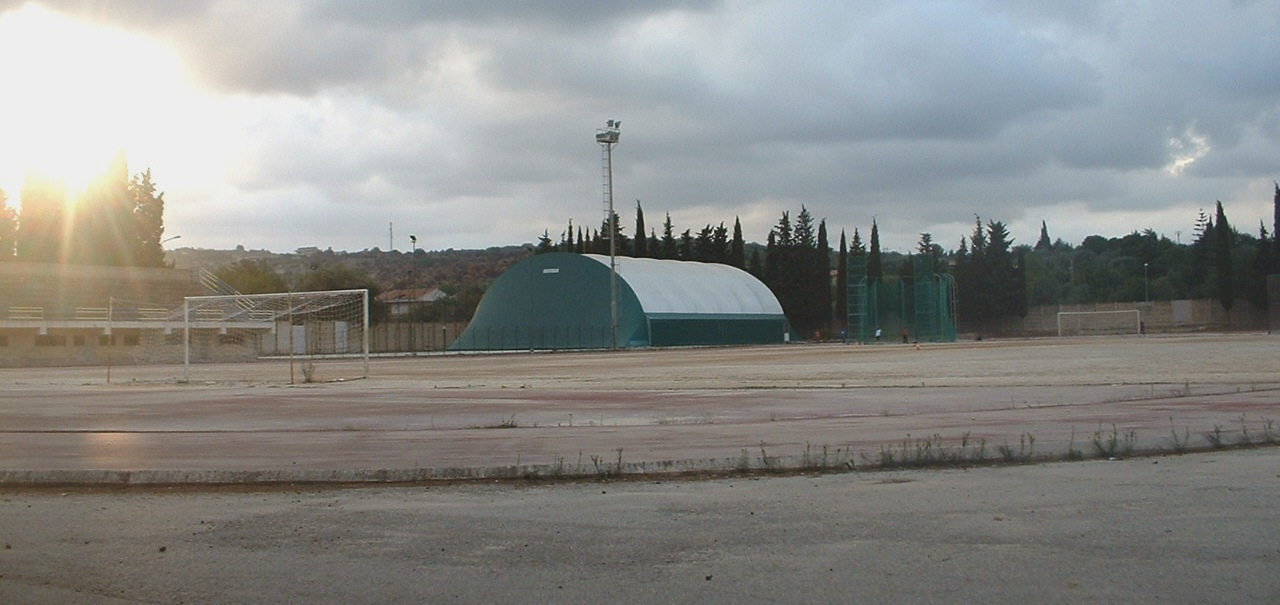
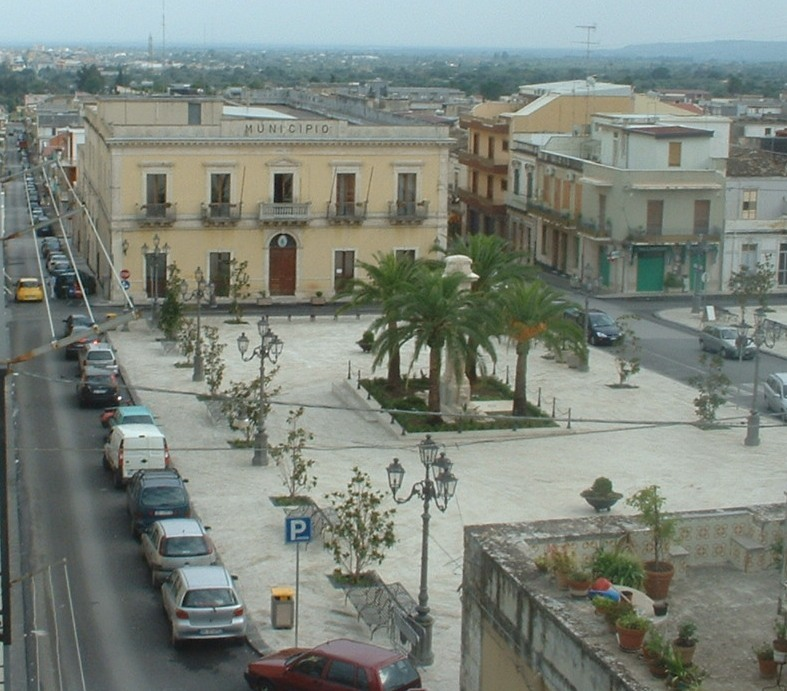
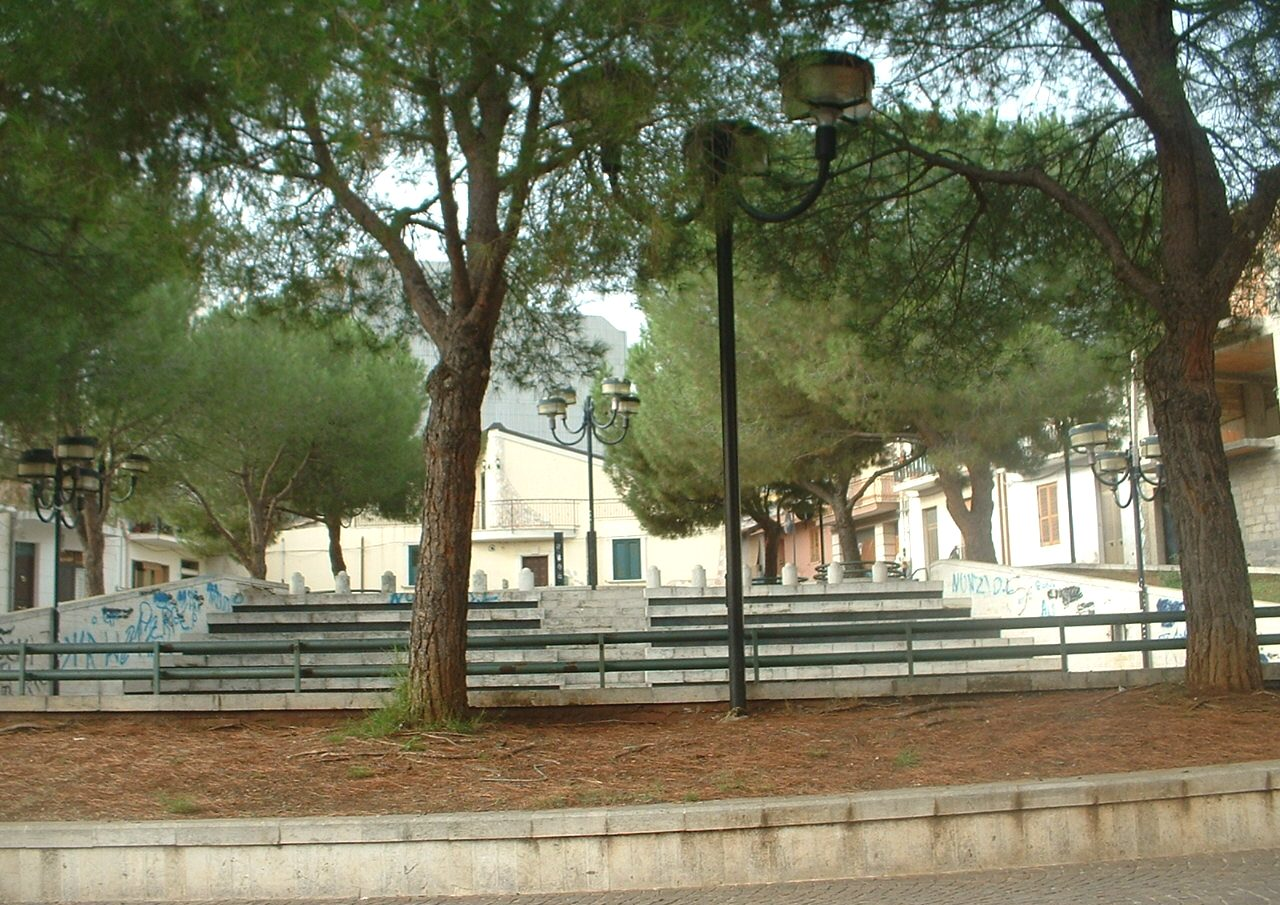
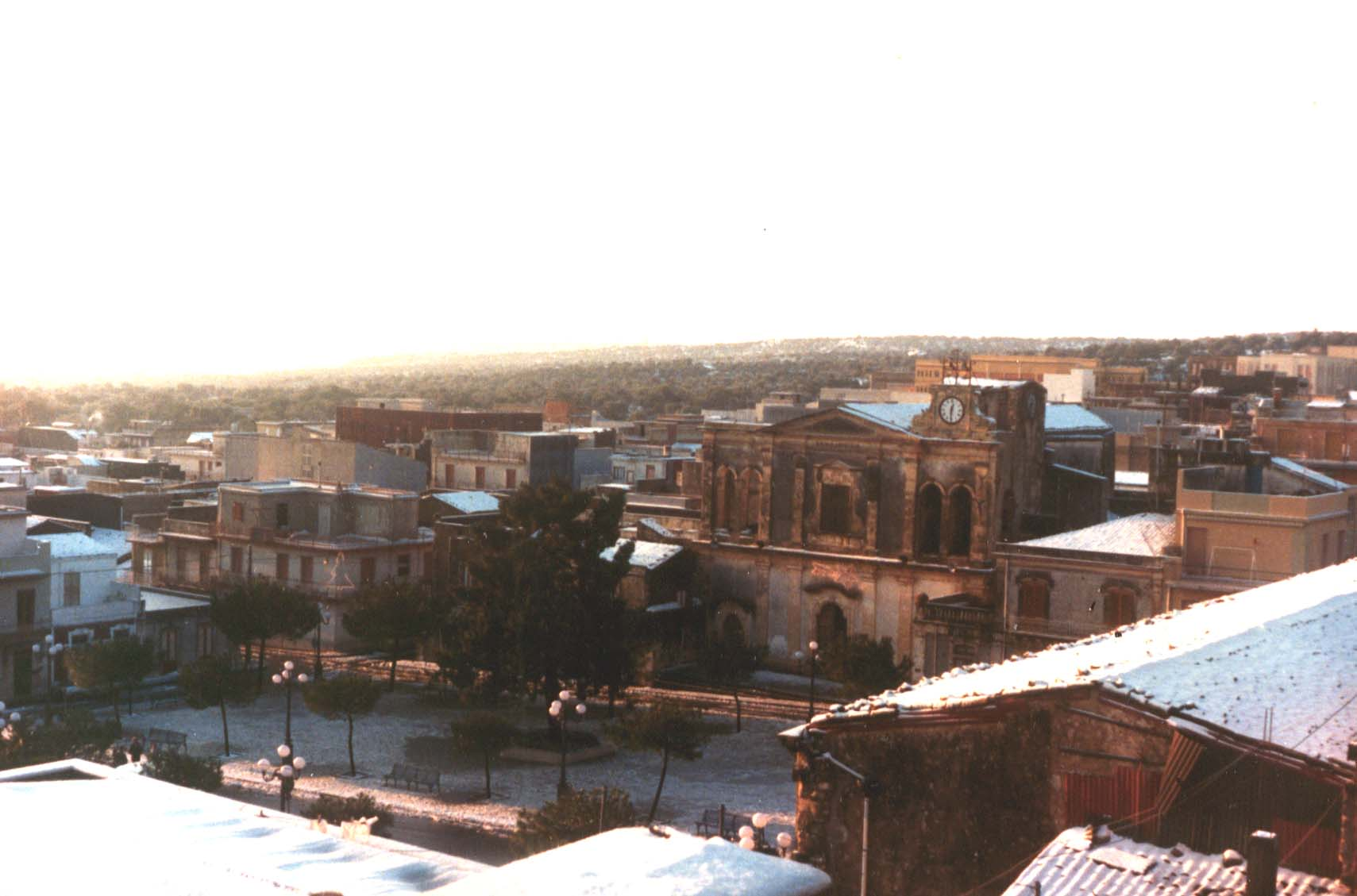